# Polyalthia endertii
Polyalthia endertii är en kirimojaväxtart som beskrevs av David Mark Johnson. Polyalthia endertii ingår i släktet Polyalthia och familjen kirimojaväxter. Inga underarter finns listade i Catalogue of Life.